# データ前処理
機械学習・データマイニングにおけるデータ前処理（データまえしょり、英: data preprocessing）は学習の前段階で行われるデータ変換である。

## 概要
機械学習やデータマイニングではモデルとデータが用意され、データに基づいてモデルのパラメータが更新=学習される。しかしデータがモデルに適さない場合がある（例: モデル入力サイズとデータ次元の不一致）。そのため、学習より前の段階で、人が考案した規則に従って、生データを学習データへと変換することがある。この変換をデータ前処理という。

### 目的
データ前処理には様々な目的がある。
- モデル制約への適合
  - 例: 入力の値域合わせ、入力次元合わせ
- クリーニング
  - 例: 外れ値除去 （スクリーニング）[3]、欠損値処理

関連する慣用句として「ガベッジイン、ガベッジアウト」がある。